# Siljevica (Podujevo)
Pour l’article homonyme, voir Siljevica.
Sylevicë en albanais et Siljevica en serbe latin (en serbe cyrillique : Сиљевица) est une localité du Kosovo située dans la commune/municipalité de Podujevë/Podujevo, district de Pristina (Kosovo) ou district de Kosovo (Serbie). Selon le recensement kosovar de 2011, elle compte 63 habitants, tous albanais.

## Démographie

### Évolution historique de la population dans la localité
| 1948 | 1953 | 1961 | 1971 | 1981 | 1991 | 2011 |
| ---- | ---- | ---- | ---- | ---- | ---- | ---- |
| 247  | 282  | 299  | 342  | 376  | 385  | 63   |

|  |